# Латвия на зимних Олимпийских играх 2006
Латвия принимала участие в зимних Олимпийских играх 2006 года, которые проходили в Турине (Италия) с 10 по 26 февраля, где её представляли 57 спортсменов в восьми видах спорта: биатлон, бобслей, горнолыжный спорт, лыжный спорт, скелетон, санный спорт, хоккей и шорт-трек. На церемонии открытия Олимпийских игр флаг Латвии нёс вратарь сборной Латвии по хоккею Артур Ирбе, а на церемонии закрытия — биатлонист Илмар Брицис.
Зимние Олимпийские игры 2006 стали для Латвии самыми успешными зимними играми — впервые в своей истории была завоевана олимпийская медаль. Бронзовую медаль завоевал саночник Мартиньш Рубенис.

## Медали
| Бронза |                  |                                  |            |
| №      | Спортсмены       | Вид спорта (дисциплина)          | Дата       |
| 1      | Мартиньш Рубенис | Санный спорт (мужчины, одиночки) | 12 февраля |

## Состав и результаты

### Биатлон
Мужчины
| Соревнование         | Спортсмены                                              | Стрельба | Время     | Место |
| -------------------- | ------------------------------------------------------- | -------- | --------- | ----- |
| Спринт               | Илмар Брицис                                            | 1+0      | 27:26,9   | 12    |
| Спринт               | Янис Берзиньш                                           | 0+1      | 29:09,9   | 48    |
| Спринт               | Райвис Зимелис                                          | 1+1      | 29:11,4   | 49    |
| Спринт               | Кристап Либиетис                                        | 0+0      | 29:21,9   | 54    |
| Гонка преследования  | Илмар Брицис                                            | 0+1+0+0  | 35:46,9   | 4     |
| Гонка преследования  | Янис Берзиньш                                           | 1+0+0+0  | 40:22,8   | 42    |
| Гонка преследования  | Райвис Зимелис                                          | 1+1+1+2  | 40:58,0   | 46    |
| Гонка преследования  | Кристап Либиетис                                        | 1+0+3+2  | 43:51,2   | 54    |
| Индивидуальная гонка | Илмар Брицис                                            | 1+1+0+2  | 57:19,2   | 19    |
| Индивидуальная гонка | Янис Берзиньш                                           | 0+2+0+0  | 59:24,3   | 37    |
| Индивидуальная гонка | Кристап Либиетис                                        | 2+1+1+0  | 1:03:13,4 | 68    |
| Индивидуальная гонка | Эдгар Пиксонс                                           | 4+1+1+1  | 1:06:12,5 | 79    |
| Масс-старт           | Илмар Брицис                                            | 0+0+1+2  | 50:27,6   | 28    |
| Эстафета             | Янис Берзиньш Эдгар Пиксонс Райвис Зимелис Илмар Брицис | 5+12     | 1:28:10,6 | 16    |

Женщины
| Соревнование         | Спортсмены                                             | Стрельба | Время     | Место |
| -------------------- | ------------------------------------------------------ | -------- | --------- | ----- |
| Спринт               | Мадара Лидума                                          | 2+0      | 24:11,0   | 28    |
| Спринт               | Анжела Брице                                           | 0+3      | 26:03,1   | 60    |
| Спринт               | Линда Савляка                                          | 1+0      | 26:54,6   | 72    |
| Спринт               | Герда Круминя                                          | 2+1      | 27:30,5   | 74    |
| Гонка преследования  | Мадара Лидума                                          | 1+0+3+2  | 40:50,8   | 20    |
| Гонка преследования  | Анжела Брице                                           | 0+0+1+1  | LAP       | LAP   |
| Индивидуальная гонка | Мадара Лидума                                          | 1+1+1+1  | 52:27,2   | 10    |
| Индивидуальная гонка | Анжела Брице                                           | 0+0+0+2  | 56:30,5   | 48    |
| Индивидуальная гонка | Линда Савляка                                          | 3+0+0+0  | 59:44,3   | 63    |
| Индивидуальная гонка | Герда Круминя                                          | 0+1+1+2  | 1:00:26,1 | 70    |
| Масс-старт           | Мадара Лидума                                          | 1+2+1+1  | 43:52,7   | 20    |
| Эстафета             | Мадара Лидума Анжела Брице Линда Савляка Герда Круминя | 2+11     | 1:26:21,3 | 18    |

### Бобслей
Мужчины
| Соревнование | Спортсмены                                                          | 1 заезд   | 1 заезд | 2 заезд   | 2 заезд | 3 заезд   | 3 заезд | 4 заезд               | 4 заезд               | Итоговый результат    | Итоговое место |
| Соревнование | Спортсмены                                                          | Результат | Место   | Результат | Место   | Результат | Место   | Результат             | Место                 | Итоговый результат    | Итоговое место |
| ------------ | ------------------------------------------------------------------- | --------- | ------- | --------- | ------- | --------- | ------- | --------------------- | --------------------- | --------------------- | -------------- |
| Двойки       | Янис Мининс (пилот) Даумант Дрейшкенс                               | 55,94     | 10      | 55,84     | 7       | 56,16     | 4       | 56,69                 | 6                     | 3:44,63               | 6              |
| Двойки       | Гатис Гутс (пилот) Интар Дицманис                                   | 56,37     | 17      | 56,36     | 18      | 57,05     | 17      | 57,73                 | 20                    | 3:47,51               | 20             |
| Четвёрки     | Янис Мининс (пилот) Даумант Дрейшкенс Марцис Руллис Янис Озолс      | 55,88     | 14      | 55,69     | 10      | 55,51     | 11      | 55,51                 | 12                    | 3:42,59               | 10             |
| Четвёрки     | Михаил Архипов (пилот) Интар Дицманис Марис Богданов Рейнис Розитис | 56,34     | 21      | 56,54     | 21      | 56,13     | 20      | Завершили выступление | Завершили выступление | Завершили выступление | 21             |

### Горнолыжный спорт
Мужчины
| Соревнование     | Спортсмены   | Скоростной спуск | Скоростной спуск | Слалом (1 спуск) | Слалом (1 спуск) | Слалом (2 спуск) | Слалом (2 спуск) | Всего   | Место |
| Соревнование     | Спортсмены   | Время            | Место            | Время            | Место            | Время            | Место            | Всего   | Место |
| ---------------- | ------------ | ---------------- | ---------------- | ---------------- | ---------------- | ---------------- | ---------------- | ------- | ----- |
| Скоростной спуск | Ренар Доршс  | н/д              | н/д              | н/д              | н/д              | н/д              | н/д              | 1:57,54 | 46    |
| Супергигант      | Ивар Циагунс | н/д              | н/д              | н/д              | н/д              | н/д              | н/д              | 1:38,18 | 52    |
| Суперкомбинация  | Ренар Доршс  | 1:44,54          | 46               | 52,55            | 38               | DNF              | DNF              | DNF     | DNF   |

### Лыжные гонки
Мужчины
Дистанционные гонки
| Соревнование              | Спортсмены      | Результат | Место |
| ------------------------- | --------------- | --------- | ----- |
| 15 км классическим стилем | Валт Эйдукс     | 44:12,0   | 69    |
| 15 км классическим стилем | Интар Спалвиньш | 45:13,4   | 75    |
| 15 км классическим стилем | Олег Андреев    | 45:44,2   | 77    |
| Масс-старт                | Олег Малюхин    | 2:15:10,6 | 60    |
| Масс-старт                | Олег Андреев    | DNF       | DNF   |
| Масс-старт                | Валт Эйдукс     | DNF       | DNF   |
| Масс-старт                | Интар Спалвиньш | DNF       | DNF   |

Спринт
| Соревнование | Спортсмены      | Квалификация | Квалификация | Четвертьфинал        | Четвертьфинал        | Четвертьфинал        | Полуфинал            | Полуфинал            | Полуфинал            | Финал                | Финал                | Итоговое место |
| Соревнование | Спортсмены      | Результат    | Место        | Заезд                | Результат            | Место                | Заезд                | Результат            | Место                | Результат            | Место                | Итоговое место |
| ------------ | --------------- | ------------ | ------------ | -------------------- | -------------------- | -------------------- | -------------------- | -------------------- | -------------------- | -------------------- | -------------------- | -------------- |
| Спринт       | Олег Малюхин    | 2:24,88      | 50           | Завершил выступление | Завершил выступление | Завершил выступление | Завершил выступление | Завершил выступление | Завершил выступление | Завершил выступление | Завершил выступление | 50             |
| Спринт       | Валт Эйдукс     | 2:31,25      | 68           | Завершил выступление | Завершил выступление | Завершил выступление | Завершил выступление | Завершил выступление | Завершил выступление | Завершил выступление | Завершил выступление | 68             |
| Спринт       | Интар Спалвиньш | 2:32,26      | 75           | Завершил выступление | Завершил выступление | Завершил выступление | Завершил выступление | Завершил выступление | Завершил выступление | Завершил выступление | Завершил выступление | 72             |
| Спринт       | Олег Андреев    | 2:33,23      | 74           | Завершил выступление | Завершил выступление | Завершил выступление | Завершил выступление | Завершил выступление | Завершил выступление | Завершил выступление | Завершил выступление | 74             |

### Санный спорт
Мужчины
| Соревнование | Спортсмены            | 1 заезд   | 1 заезд | 2 заезд   | 2 заезд | 3 заезд   | 3 заезд | 4 заезд   | 4 заезд | Итоговый результат | Итоговое место |
| Соревнование | Спортсмены            | Результат | Место   | Результат | Место   | Результат | Место   | Результат | Место   | Итоговый результат | Итоговое место |
| ------------ | --------------------- | --------- | ------- | --------- | ------- | --------- | ------- | --------- | ------- | ------------------ | -------------- |
| Одиночки     | Мартиньш Рубенис      | 51,913    | 5       | 51,497    | 4       | 51,561    | 3       | 51,474    | 2       | 3:26,445           | 3              |
| Одиночки     | Каспар Думпис         | 52,432    | 16      | 52,063    | 14      | 52,391    | 22      | 52,402    | 23      | 3:29,288           | 17             |
| Одиночки     | Гунтис Рекис          | 52,769    | 21      | 52,338    | 21      | 52,307    | 20      | 52,742    | 27      | 3:30,156           | 21             |
| Двойки       | Андрис Шицс Юрис Шицс | 47,353    | 6       | 47,761    | 6       | н/д       | н/д     | н/д       | н/д     | 1:35,114           | 7              |

Женщины
| Соревнование | Спортсмены    | 1 заезд   | 1 заезд | 2 заезд   | 2 заезд | 3 заезд   | 3 заезд | 4 заезд   | 4 заезд | Итоговый результат | Итоговое место |
| Соревнование | Спортсмены    | Результат | Место   | Результат | Место   | Результат | Место   | Результат | Место   | Итоговый результат | Итоговое место |
| ------------ | ------------- | --------- | ------- | --------- | ------- | --------- | ------- | --------- | ------- | ------------------ | -------------- |
| Одиночки     | Анна Орлова   | 47,654    | 11      | 47,317    | 7       | 47,280    | 8       | 47,232    | 5       | 3:09,483           | 7              |
| Одиночки     | Майя Тирума   | 49,623    | 25      | 47,987    | 18      | 47,889    | 14      | 47,545    | 12      | 3:13,044           | 17             |
| Одиночки     | Айва Апарйоде | 48,934    | 22      | 47,957    | 17      | 47,721    | 13      | 48,453    | 21      | 3:13,065           | 18             |

### Скелетон
Мужчины
| Соревнование | Спортсмены    | 1 заезд   | 1 заезд | 2 заезд   | 2 заезд | Итоговый результат | Итоговое место |
| Соревнование | Спортсмены    | Результат | Место   | Результат | Место   | Итоговый результат | Итоговое место |
| ------------ | ------------- | --------- | ------- | --------- | ------- | ------------------ | -------------- |
| Мужчины      | Мартин Дукурс | 58,79     | 10      | 58,60     | 5       | 1:57,39            | 7              |

### Хоккей
Мужская сборная Латвии пробилась на Олимпийские игры, одержав победу в группе В финальной квалификации.

#### Мужчины
Состав
| Номер | Имя                   | Позиция    | Хват   | Рост, см | Вес, кг | Дата рождения | Клуб                      |
| ----- | --------------------- | ---------- | ------ | -------- | ------- | ------------- | ------------------------- |
| 1     | Артур Ирбе            | Вратарь    | Левый  | 175      | 80      | 02.02.1967    | «Ред Булл» Зальцбург      |
| 31    | Эдгар Масальскис      | Вратарь    | Левый  | 175      | 78      | 31.03.1980    | «Нефтяник» Альметьевск    |
| 30    | Сергей Наумов         | Вратарь    | Левый  | 172      | 75      | 04.04.1969    | «Химик» Воскресенск       |
| 2     | Родриго Лавиньш       | Защитник   | Левый  | 180      | 90      | 03.08.1974    | «Брюнес» ИФ               |
| 25    | Кришьянис Редлихс     | Защитник   | Левый  | 189      | 88      | 15.01.1981    | «Олбани Ривер Рэтс»       |
| 8     | Сандис Озолиньш       | Защитник   | Левый  | 188      | 92      | 03.08.1972    | «Анахайм Майти Дакс»      |
| 18    | Георгий Пуяц          | Защитник   | Левый  | 182      | 96      | 11.06.1981    | «Рига-2000» Рига          |
| 3     | Арвид Рекис           | Защитник   | Левый  | 183      | 95      | 01.01.1979    | «Аугсбург Пантер»         |
| 4     | Агрис Савиелс         | Защитник   | Левый  | 186      | 100     | 15.01.1982    | «Торпедо» Нижний Новгород |
| 7     | Карлис Скрастиньш (K) | Защитник   | Левый  | 188      | 90      | 09.06.1974    | «Колорадо Эвеланш»        |
| 23    | Атвар Трибунцов       | Защитник   | Левый  | 188      | 100     | 14.10.1976    | «Мора»                    |
| 9     | Гирт Анкипанс         | Нападающий | Левый  | 184      | 97      | 29.11.1975    | «Рига-2000» Рига          |
| 21    | Арманд Берзиньш       | Нападающий | Левый  | 192      | 98      | 27.12.1983    | «Рига-2000» Рига          |
| 29    | Айгар Ципрусс         | Нападающий | Левый  | 192      | 98      | 12.01.1972    | «Рига-2000» Рига          |
| 47    | Мартиньш Ципулис      | Нападающий | Левый  | 179      | 87      | 29.11.1980    | «Рига-2000» Рига          |
| 10    | Владимир Мамонов      | Нападающий | Левый  | 176      | 85      | 22.04.1980    | «Металлург» Лиепая        |
| 17    | Александр Ниживий     | Нападающий | Правый | 177      | 78      | 16.09.1976    | «Торпедо» Нижний Новгород |
| 13    | Григорий Пантелеев    | Нападающий | Левый  | 178      | 90      | 13.11.1972    | «Цуг»                     |
| 24    | Микелис Редлихс       | Нападающий | Левый  | 180      | 80      | 01.07.1984    | «Бьёрклёвен» ИФ           |
| 27    | Александр Семёнов     | Нападающий | Левый  | 181      | 91      | 08.06.1972    | «Мальме Рэдхоукс»         |
| 14    | Леонид Тамбиев        | Нападающий | Правый | 176      | 83      | 26.09.1970    | «Базель»                  |
| 12    | Херберт Васильев      | Нападающий | Правый | 180      | 85      | 23.05.1976    | «Крефельд Пингвин»        |
| 15    | Марис Зиединьш        | Нападающий | Левый  | 178      | 78      | 03.07.1978    | «Стоктон Сандер»          |

По данным: Eliteprospects.com
Групповой этап
|  | Команды, выходящие в квалификацию плей-офф |

Группа В
| М | Сборная   | И | В | Н | П | ШЗ | ШП | РШ  | О  |
| - | --------- | - | - | - | - | -- | -- | --- | -- |
| 1 | Словакия  | 5 | 5 | 0 | 0 | 18 | 8  | +10 | 10 |
| 2 | Россия    | 5 | 4 | 0 | 1 | 23 | 11 | +12 | 8  |
| 3 | Швеция    | 5 | 3 | 0 | 2 | 15 | 12 | +3  | 6  |
| 4 | США       | 5 | 1 | 1 | 3 | 13 | 13 | 0   | 3  |
| 5 | Казахстан | 5 | 1 | 0 | 4 | 9  | 16 | −7  | 2  |
| 6 | Латвия    | 5 | 0 | 1 | 4 | 11 | 29 | −18 | 1  |

Время местное (UTC+1).
| 15 февраля 2006 21:05 | Латвия | 3 : 3 (1:2, 2:0, 0:1) | США | Паласпорт Олимпико, Турин Зрителей: 7851 |

| Отчёт | Отчёт                   | Отчёт | Отчёт     | Отчёт               |
| --- | ----------------------- | --- | --------- | ------------------- |
| |                         | |           |                     |
| | Артур Ирбе              | Вратари | Джон Грэм | Судья: Тимо Фаворин |
| | Голы:                   | |           | Судья: Тимо Фаворин |
| Александр Ниживий — 13:15 (С. Озолиньш) Атвар Трибунцов (5x4) — 35:04 (С. Озолиньш, А. Ниживий) Херберт Васильев — 35:44 (Р. Лавиньш) | 0:1 0:2 1:2 2:2 3:2 3:3 | 09:44 — Брайан Джионта (5x4) (Д. Лайлз, С. Гомес) 10:38 — Крэйг Конрой 42:01 — Джордан Леопольд (Б. Хедикэн, К. Конрой) |           | Судья: Тимо Фаворин |
| |                         | |           | Судья: Тимо Фаворин |
| |                         | |           | Судья: Тимо Фаворин |
| |                         | |           | Судья: Тимо Фаворин |
| 16 мин | Штраф                   | 16 мин |           | Судья: Тимо Фаворин |
| |                         | |           |                     |
| | 25                      | Броски | 42        |                     |

| 16 февраля 2006 17:05 | Словакия | 6 : 3 (4:1, 1:2, 1:0) | Латвия | Торино Эспозициони, Турин Зрителей: 2960 |

| Отчёт | Отчёт                               | Отчёт | Отчёт      | Отчёт                |
| --- | ----------------------------------- | --- | ---------- | -------------------- |
| |                                     | |            |                      |
| | Ян Лашак                            | Вратари | Артур Ирбе | Судья: Дэнни Курманн |
| | Голы:                               | |            | Судья: Дэнни Курманн |
| Рихард Зедник — 05:23 (Л. Вишнёвский) Роберт Петровицки — 05:43 (Т. Суровы, А. Месарош) Павол Демитра (4х5) — 07:54 (М. Хосса) Мариан Хосса — 13:17 Здено Хара — 33:49 (М. Хосса) Мариан Хосса — 49:04 (М. Габорик) | 1:0 2:0 2:1 3:1 4:1 4:2 4:3 5:3 6:3 | 06:27 — Сандис Озолиньш (М. Ципулис, Г. Пантелеев) 20:54 — Мартиньш Ципулис (А. Ципрусс, Г. Пантелеев) 26:51 — Александр Ниживий (К. Скрастиньш) |            | Судья: Дэнни Курманн |
| |                                     | |            | Судья: Дэнни Курманн |
| |                                     | |            | Судья: Дэнни Курманн |
| |                                     | |            | Судья: Дэнни Курманн |
| 12 мин | Штраф                               | 8 мин |            | Судья: Дэнни Курманн |
| |                                     | |            |                      |
| | 25                                  | Броски | 28         |                      |

| 18 февраля 2006 17:05 | Швеция | 6 : 1 (1:0, 4:0, 1:1) | Латвия | Паласпорт Олимпико, Турин Зрителей: 8795 |

| Отчёт | Отчёт                       | Отчёт                                            | Отчёт         | Отчёт               |
| --- | --------------------------- | ------------------------------------------------ | ------------- | ------------------- |
| |                             |                                                  |               |                     |
| | Хенрик Лундквист            | Вратари                                          | Сергей Наумов | Судья: Пол Деворски |
| | Голы:                       |                                                  |               | Судья: Пол Деворски |
| Самуэль Польссон — 14:20 (П. Форсберг) Никлас Лидстрём (5x4) — 22:22 (Х. Зеттерберг) Даниэль Альфредссон (5x4) — 24:59 (К. Йонссон) Пер-Юхан Аксельссон (5x4) — 25:17 (П. Форсберг) Хенрик Зеттерберг — 27:58 (Т. Хольмстрём) Даниэль Альфредссон — 44:48 (М. Сундин, Н. Лидстрём) | 1:0 2:0 3:0 4:0 5:0 6:0 6:1 | 49:10 — Марис Зиединьш (А. Ниживий, С. Озолиньш) |               | Судья: Пол Деворски |
| |                             |                                                  |               | Судья: Пол Деворски |
| |                             |                                                  |               | Судья: Пол Деворски |
| |                             |                                                  |               | Судья: Пол Деворски |
| 6 мин | Штраф                       | 14 мин                                           |               | Судья: Пол Деворски |
| |                             |                                                  |               |                     |
| | 40                          | Броски                                           | 14            |                     |

| 19 февраля 2006 13:05 | Россия | 9 : 2 (3:1, 3:0, 3:1) | Латвия | Торино Эспозициони, Турин Зрителей: 4310 |

| Отчёт | Отчёт                                                  | Отчёт                                                             | Отчёт                                               | Отчёт               |
| --- | ------------------------------------------------------ | ----------------------------------------------------------------- | --------------------------------------------------- | ------------------- |
| |                                                        |                                                                   |                                                     |                     |
| | Евгений Набоков 00:00-40:00 Максим Соколов 40:00-60:00 | Вратари                                                           | 00:00-27:58 Артур Ирбе 27:58-60:00 Эдгар Масальскис | Судья: Дэннис Ларуе |
| | Голы:                                                  |                                                                   |                                                     | Судья: Дэннис Ларуе |
| Илья Ковальчук — 07:26 (А. Ковалёв, Д. Марков) Максим Сушинский (5х3) — 09:15 (А. Харитонов, С. Гончар) Илья Ковальчук — 12:36 (П. Дацюк) Илья Ковальчук — 23:32 (А. Ковалёв, П. Дацюк) Виктор Козлов — 25:45 (А. Яшин) Илья Ковальчук — 35:16 (П. Дацюк) Алексей Яшин — 41:58 (В. Козлов, С. Жуков) Евгений Малкин — 47:32 (M. Сушинский, В. Вишневский) Александр Овечкин — 56:27 (В. Козлов, А. Яшин) | 1:0 2:0 2:1 3:1 4:1 5:1 6:1 7:1 8:1 9:1 9:2            | 09:55 — Айгар Ципрусс (4x5) 58:04 — Микелис Редлихс (А. Берзиньш) |                                                     | Судья: Дэннис Ларуе |
| |                                                        |                                                                   |                                                     | Судья: Дэннис Ларуе |
| |                                                        |                                                                   |                                                     | Судья: Дэннис Ларуе |
| |                                                        |                                                                   |                                                     | Судья: Дэннис Ларуе |
| 16 мин | Штраф                                                  | 18 мин                                                            |                                                     | Судья: Дэннис Ларуе |
| |                                                        |                                                                   |                                                     |                     |
| | 39                                                     | Броски                                                            | 11                                                  |                     |

| 21 февраля 2006 11:35 | Латвия | 2 : 5 (1:1, 0:1, 1:3) | Казахстан | Торино Эспозициони, Турин Зрителей: 2300 |

| Отчёт                                                                                        | Отчёт                     | Отчёт | Отчёт           | Отчёт                  |
| -------------------------------------------------------------------------------------------- | ------------------------- | --- | --------------- | ---------------------- |
|                                                                                              |                           | |                 |                        |
|                                                                                              | Сергей Наумов             | Вратари | Виталий Еремеев | Судья: Кристер Ларкинг |
|                                                                                              | Голы:                     | |                 | Судья: Кристер Ларкинг |
| Леонид Тамбиев (5x4) — 15:13 (А. Ниживий) Айгар Ципрусс — 45:04 (Г. Пантелеев, А. Трибунцов) | 0:1 :1 1:2 :2 2:3 2:4 2:5 | 07:20 — Александр Корешков (Е. Корешков) 35:04 — Николай Антропов (Е. Корешков) 52:33 — Сергей Александров (Ф. Полищук, А. Трощинский) 54:53 — Евгений Корешков 58:08 — Евгений Корешков (А. Корешков) |                 | Судья: Кристер Ларкинг |
|                                                                                              |                           | |                 | Судья: Кристер Ларкинг |
|                                                                                              |                           | |                 | Судья: Кристер Ларкинг |
|                                                                                              |                           | |                 | Судья: Кристер Ларкинг |
| 14 мин                                                                                       | Штраф                     | 6 мин |                 | Судья: Кристер Ларкинг |
|                                                                                              |                           | |                 |                        |
|                                                                                              | 32                        | Броски | 30              |                        |

### Шорт-трек
Женщины
| Соревнование | Спортсмены     | Отборочный раунд | Отборочный раунд | Отборочный раунд | Четвертьфинал         | Четвертьфинал         | Четвертьфинал         | Полуфинал             | Полуфинал             | Полуфинал             | Финал                 | Финал                 | Финал                 | Итоговое место |
| Соревнование | Спортсмены     | Забег            | Результат        | Место            | Забег                 | Результат             | Место                 | Забег                 | Результат             | Место                 | Название              | Результат             | Место                 | Итоговое место |
| ------------ | -------------- | ---------------- | ---------------- | ---------------- | --------------------- | --------------------- | --------------------- | --------------------- | --------------------- | --------------------- | --------------------- | --------------------- | --------------------- | -------------- |
| 1000 метров  | Эвита Криеване | 7                | 1:39,986         | 3                | Завершила выступление | Завершила выступление | Завершила выступление | Завершила выступление | Завершила выступление | Завершила выступление | Завершила выступление | Завершила выступление | Завершила выступление | 19             |
| 1500 метров  | Эвита Криеване | 5                | 2:34,171         | 5                | Завершила выступление | Завершила выступление | Завершила выступление | Завершила выступление | Завершила выступление | Завершила выступление | Завершила выступление | Завершила выступление | Завершила выступление | 23             |